# Nicolás Bruno
Martin Nicolás Bruno (Avellaneda, 24 febbraio 1989) è un pallavolista argentino, schiacciatore del Guaguas.

## Carriera

### Club
La carriera di Nicolás Bruno inizia a livello scolastico, giocando per il Colegio San Martín. Nel 2005 diventa un giocatore del Boca Juniors, trascorrendo tuttavia la stagione 2005-06 in Liga A2 con la nazionale argentina under 21. Rientra al Boca Juniors nella stagione seguente, dove rimane per un biennio, disputando la Liga A1 de Vóley, in seguito rinominata Liga Argentina de Voleibol.
Dopo un campionato con il Mendoza, rientra in forza al Boca Juniors per un triennio, durante il quale conquista la Coppa ACLAV 2010 e viene premiato come miglior giocatore argentino della Liga Argentina de Voleibol 2011-12. Nel campionato 2012-13 si lega al Buenos Aires Unidos, mentre nel campionato seguente gioca per la prima volta all'estero, approdando nella Serie A2 italiana, difendendo i colori dell'Impavida Ortona.
Rientra in patria per disputare la Liga Argentina de Voleibol 2014-15 e 2015-16 con il Bolívar, con cui vince la Coppa ACLAV 2014 e la Coppa Máster 2015. In seguito è nuovamente nel vecchio continente, partecipando per un biennio alla Liga A1 belga, difendendo i colori del Maaseik: conquista uno scudetto e una supercoppa nazionale. Nella stagione 2018-19 si accasa nella Efeler Ligi turca con il Maliye Piyango, rinominato Spor Toto nella stagione seguente, con cui si aggiudica una Coppa di Turchia. 
Nell'annata 2021-22 passa all'altro club di Ankara, accasandosi all'Halkbank e conquistando una BVA Cup e un'altra Coppa di Turchia. Nel campionato 2023-24 è di scena in Spagna, dove partecipa alla Superliga de Voleibol Masculina con il Guaguas.

### Nazionale
Fa parte della nazionale argentina under 19, aggiudicandosi la medaglia d'argento al campionato sudamericano 2006 e partecipando al campionato mondiale 2007. Nel biennio seguente fa parte della nazionale under 21, con cui invece conquista la medaglia d'oro al campionato sudamericano 2008 e quella di bronzo al campionato mondiale 2009.
Nel 2011 debutta in nazionale maggiore in occasione dei XVI Giochi panamericani, dove conquista la medaglia di bronzo. In seguito viene convocato per i Giochi della XXX Olimpiade e per i Giochi della XXXI Olimpiade.
Oltre a conquistare la medaglia di bronzo al campionato sudamericano 2017, alla Coppa panamericana conquista la medaglia d'oro nel 2017 e nel 2018, a cui segue un argento nell'edizione 2019, nella quale viene premiato inoltre come miglior schiacciatore; sempre nel 2019 vince la medaglia d'oro ai XVIII Giochi panamericani, insignito del riconoscimento come miglior giocatore del torneo.

## Palmarès

### Club
- Campionato belga: 1

2017-18
- Coppa ACLAV: 2

2010, 2014
- Coppa di Turchia: 1

2022-23
- Coppa Máster: 1

2015
- Supercoppa belga: 1

2016
- BVA Cup: 1

2021

### Nazionale (competizioni minori)
- Campionato sudamericano under 19 2006
- Campionato sudamericano under 21 2008
- Campionato mondiale under 21 2009
- Giochi panamericani 2011
- Memorial Hubert Wagner 2012
- Coppa panamericana 2017
- Coppa panamericana 2018
- Coppa panamericana 2019
- Giochi panamericani 2019

### Premi individuali
- 2012 - Liga Argentina de Voleibol: Miglior giocatore argentino
- 2019 - Coppa panamericana: Miglior schiacciatore
- 2019 - XVIII Giochi panamericani: MVP